# Start frei für die Müllers
Start frei für die Müllers ist eine deutsche Miniserie von Allegro Swing, die als eine der ersten Miniserien der deutschen Erotikbranche gilt. Mit einer Mischung aus Dramedy und Trash-Film-Elementen verfolgt sie einen unkonventionellen Ansatz. Neben der regulären FSK-16-Version wurde eine Adult-Version auf DVD veröffentlicht, in der die Erzählerfigur der sechsten Tochter entfiel.

## Handlung
Die Serie folgt der Stewardessenfamilie Müller, deren Leben aus den Fugen gerät, als Mutter Sandra ihre vierte Hochzeit mit dem Schwerenöter Eckie Hartmann ankündigt. Obwohl die sechs Töchter grundverschieden sind, sind sie sich einig: Jeder, nur nicht er! 
Neben den familiären Konflikten entstehen skurrile Beziehungen, wie die Sugar-Daddy-Affäre von BarbieTochter Cathy mit einem 62-jährigen Chefpiloten oder die unkonventionelle Beziehung zwischen Melina und einem jungen Piloten in den Rollen von Rotkäppchen und Dracula. Diese überzeichneten Charaktere und absurden Szenen sorgen für Humor und lockern die düsteren Familienthemen auf.
Die Serie bringt internationale Vielfalt durch Figuren wie eine griechische Flugbegleiterin und eine russische Kollegin, unterstützt von authentischen Flughafen-Durchsagen, was ihr globalen Charme verleiht.

## Veröffentlichung
Die Serie wurde auf der Plattform erotic-lounge.com in der FSK-16-Version veröffentlicht und zusätzlich als Adult-Version auf DVD herausgebracht.

## Besetzung
| Rolle              | Rollenbeschreibung                            | Darsteller   |
| ------------------ | --------------------------------------------- | ------------ |
| Sandra Müller      | Mutter und Stewardess                         | DaCada       |
| Cathy Müller       | Barbie-Tochter                                | Cathy B Doll |
| Linda Müller       | Punk-Tochter und Kunststudentin               | Linda Lush   |
| Mia Müller         | Tattoo-Tochter, Stewardess und Call Girl      | Mia Blow     |
| Melina Müller      | Berufsmessi-Tochter und Stewardess            | Melina May   |
| Zara Mendez-Müller | Bräunungs-Tochter, Stewardess und Escort-Girl | Zara Mendez  |
| Billy Müller       | Zaungast-Tochter und Erzählerin               | Billy Raise  |
| Eckie Hartmann     | Fotograf und zukünftiger Ehemann von Sandra   | Eckie Hard   |

| Rolle              | Rollenbeschreibung                                | Darsteller      |
| ------------------ | ------------------------------------------------- | --------------- |
| Jürgen             | Feuerwehrmann und Ex-Mann von Sandra              | Jürgen Gartner  |
| Bodo Meier         | Pilot und Freier                                  | Bodo Banger     |
| Ralle              | Chef-Pilot, Sugar-Daddy von Cathy und SM-Sklave   | Porno Ralle     |
| Sidney             | Domina von Ralle und Schwester von Sandra         | Sidney Dark     |
| Teko               | Dienstmädchen und Verlobte von Bodo               | Tekohas         |
| Conny              | Pornolehrer von Melina                            | Conny Dachs     |
| Ashley             | Sekretärin und Verlobte von Jürgen                | Ashley Cumstar  |
| Julia              | Ex-Frau von Eckie und Swingerin                   | Julia Exklusiv  |
| Stefan             | IT-Spezialist und Freier                          | Stefan Dolenga  |
| Kalaschnikow-Jolie | Exfrau von Stefan mit Nymphomanie-Syndrom         | Jolie Noir      |
| Andy               | Hausbesetzer und Freund von Linda                 | Andy Star       |
| Robert             | Fotograf und Ex-Freund von Melina                 | Dominic Ross    |
| Mr. Taylor         | Ungarischer Pilot und Freier                      | Leslie Taylor   |
| Krizzi             | Griechische Stewardess und Ex-Frau von Mr. Taylor | Krizzi Su       |
| Sandy              | Stewardess und Zumba-Lehrerin von Sandra          | Sandy Big Boobs |
| Andreas            | Barkeeper und Lover von Cathy                     | Andreas S.      |
| Elina              | Russische Stewardess und Swingerin                | Elina Flower    |